# ماریو گاورانوویچ
ماریو گاورانوویچ (کرواتی: Mario Gavranović؛ زاده ۲۴ نوامبر ۱۹۸۹) یک بازیکن فوتبال اهل سوئیس است.
وی همچنین در تیم ملی فوتبال سوئیس بازی کرده‌است.